# 紀伊田辺駅
紀伊田辺駅（きいたなべえき）は、和歌山県田辺市湊にある、西日本旅客鉄道（JR西日本）紀勢本線（きのくに線）の駅。事務管コードは▲622067。

## 概要
田辺市の代表駅で、特急「くろしお」を含むすべての定期列車が停車する。普通列車は、当駅が終点であり、線内の普通列車で当駅を越えて運転されるのは、朝の周参見発御坊行きと、夜の御坊発新宮行きのみである。また、亀山駅から当駅までは単線だが、当駅から和歌山駅までは複線となる。
かつては紀伊田辺機関区が併設されており、D51形・D60形・C57形・C58形などの蒸気機関車、入換用に、8620形・C50形なども配置されていた。扇形車庫などもあり、和歌山機関区・新宮機関区・亀山機関区と並ぶ紀勢本線の重要な車両基地であった。現在も紀伊田辺運転区・紀伊田辺保線区・田辺電気区が設置され、紀南エリアの拠点であると同時に、紀勢本線運行上の要衝としての役割を果たしている。

## 歴史
第二次世界大戦後は、田辺地方引揚援護局の設置に伴い、主に台湾などからの戦後引揚者を輸送する引揚列車の起点としても重要であった。

### 年表
- 1932年（昭和7年）11月8日：国有鉄道紀勢西線の駅として開業する[1][3]。
- 1933年（昭和8年）
  - 11月4日：阪和電気鉄道の紀勢西線直通列車「黒潮号」が阪和天王寺駅 - 当駅間で運転を開始する（後に白浜口駅まで運転区間を延長したのち、1937年12月1日廃止）[1]。
  - 12月20日：紀勢西線が当駅から紀伊富田駅まで延伸される[1]。
- 1945年（昭和20年）7月25日：9時20分 - 10時40分、艦載機による駅攻撃。機関車7両損傷[4]。
  - 7月28日：機銃掃射を受ける。男性1名死亡[4]。
- 1957年（昭和32年）3月10日：跨線橋を改築する[5]。
- 1959年（昭和34年）7月15日：現在の紀勢本線が全通、紀勢本線所属となる[1]。
- 1971年（昭和46年）10月25日：第26回国民体育大会に出席するために昭和天皇、香淳皇后が行幸啓。お召し列車が粉河駅 - 紀伊田辺駅間で運行[6]。
- 1977年（昭和52年）4月18日：第28回全国植樹祭に出席するために天皇、皇后が行幸啓。お召し列車が紀伊田辺駅発、橋本駅間で運行[7]。
- 1984年（昭和59年）2月1日：貨物の取り扱いを廃止[3]。
- 1986年（昭和61年）11月1日：荷物扱いを廃止（新聞紙のみ継続）[3]。
- 1987年（昭和62年）4月1日：国鉄分割民営化により、西日本旅客鉄道の駅となる[1][3]。
- 2004年（平成16年）11月：紀伊山地の霊場と参詣道がユネスコの世界遺産に登録されたことを記念し、跨線橋の通路を熊野古道の参詣道をイメージした内装に改築する。
- 2009年（平成21年）3月29日：白浜・新宮側に架設されていた跨線橋を撤去し、新たに御坊側に車椅子対応型エレベーター2基と跨線橋を新築する。なお、旧跨線橋の通路に使われていた熊野古道の参詣道をイメージした内装は新跨線橋に移設された。
- 2012年（平成24年）6月1日：管理駅エリアの見直しにより、白浜駅管理エリアと統合する。
- 2016年（平成28年）12月17日：ICカード「ICOCA」の利用が可能となる[8]。
- 2019年（令和元年）7月23日：駅舎のリニューアル完了[9]（後節参照）。
- 2023年（令和5年）3月8日：みどりの券売機を導入[10]。

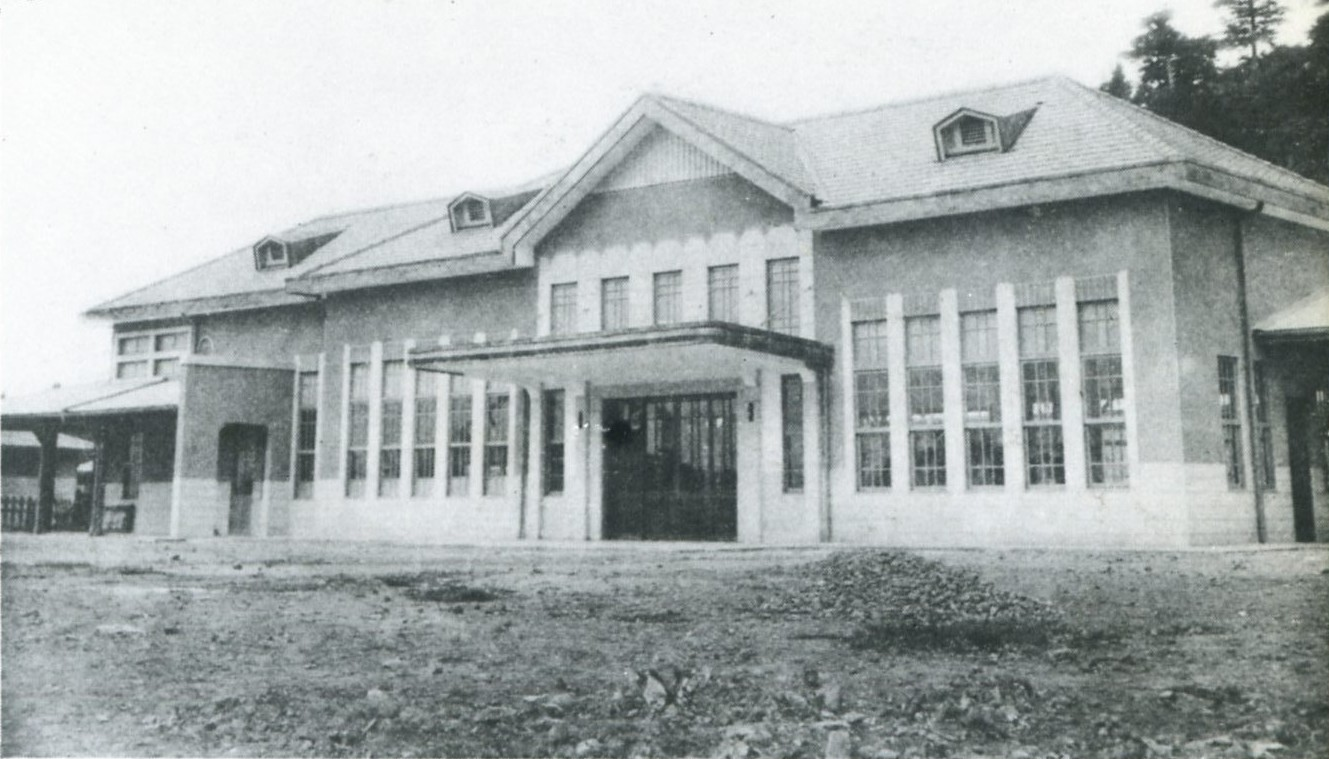
開業当時の駅舎（1932年）
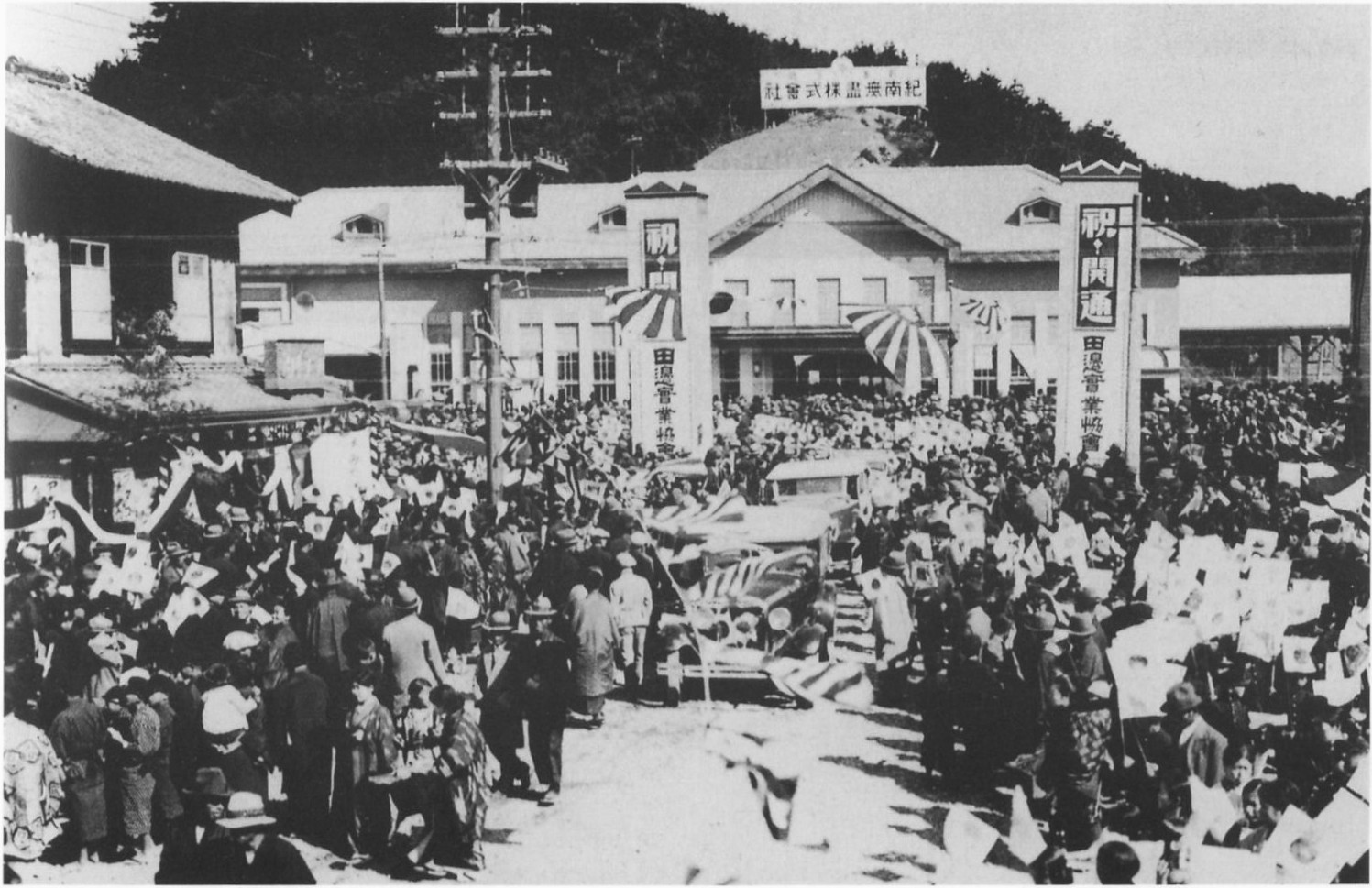
開通祝賀風景（1932年）
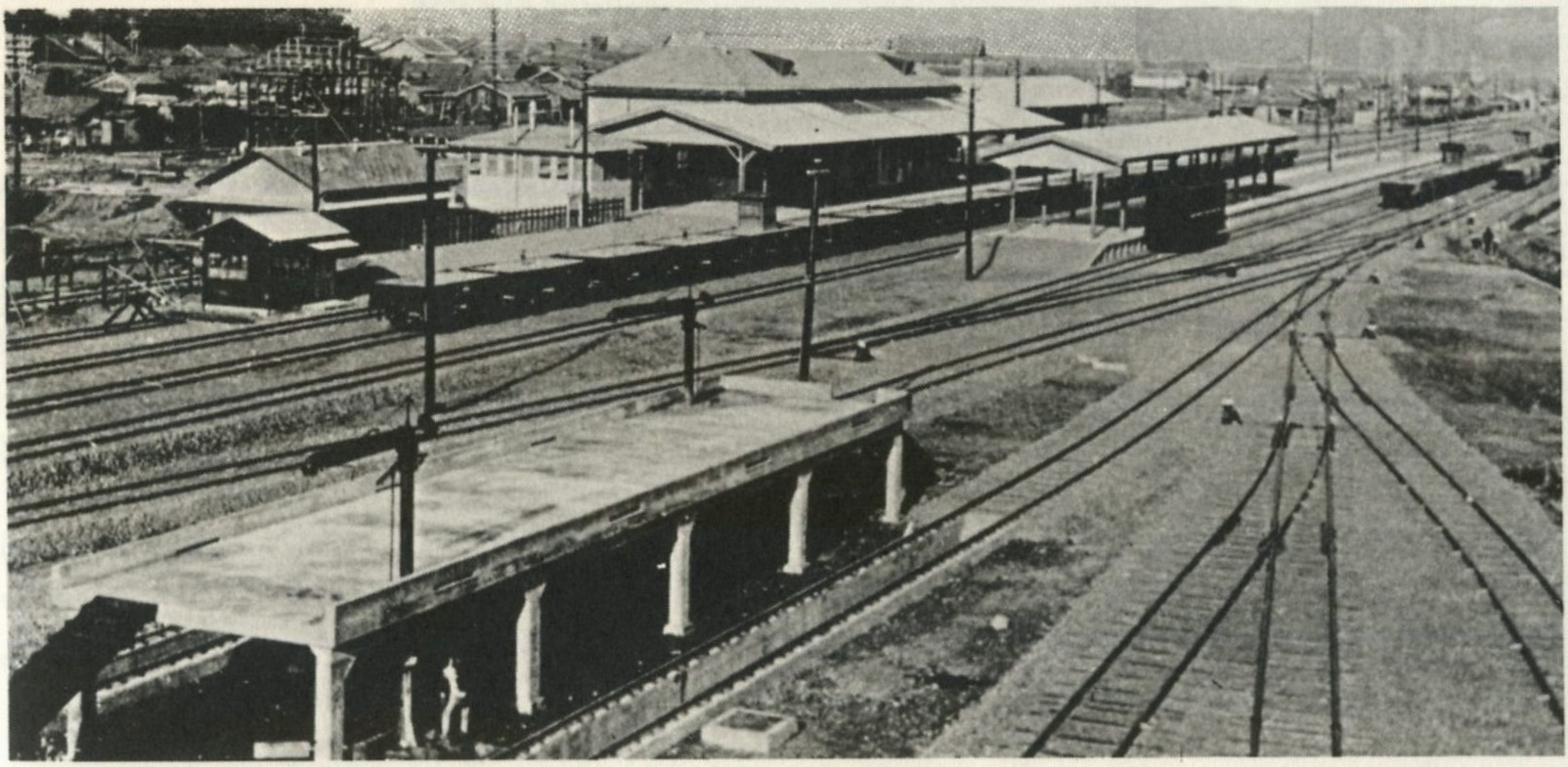
構内（1934年）
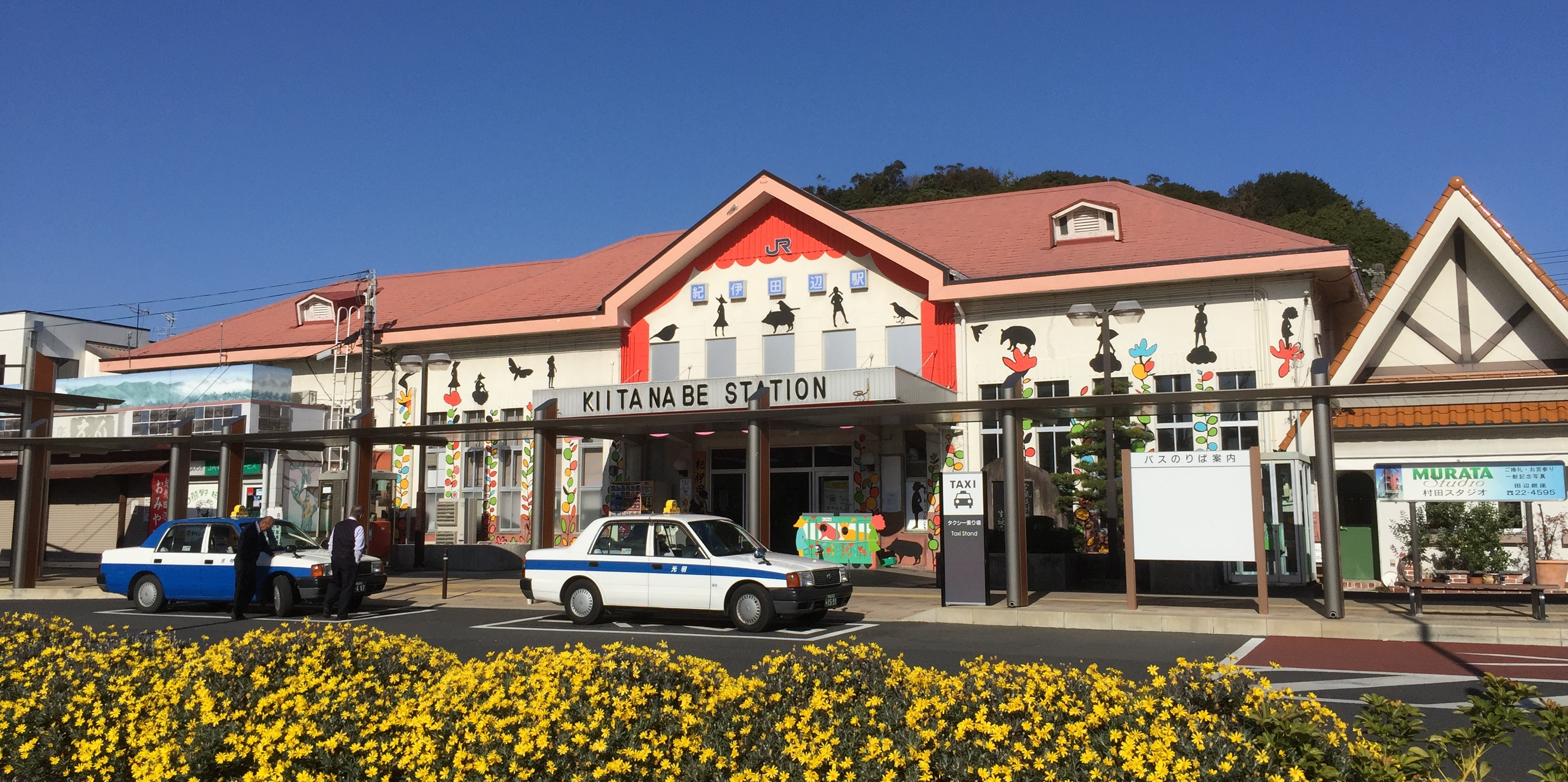
旧駅舎（2016年1月）

## 駅構造
単式ホーム1面1線と島式ホーム1面2線、合計2面3線のホームを持つ地上駅で、構内に留置線があり、折り返しが可能である。また、ホームと接する線路の間にもう1本線路がある。単式ホームの1番のりば側のビル内に駅事務室があり、島式ホームの2・3番のりばへは跨線橋で連絡している。以前は1932年の開業当時に建設された洋館風の駅舎があったが、老朽化等の理由で取り壊され、新たに駅舎が建設された（詳細は後述）。
駅長が配置された直営駅であり、管理駅として周参見駅 - 初島駅間の各駅を管理している。みどりの窓口、自動券売機、みどりの券売機が設置されているが、自動改札機は設置されていない（ICカード専用簡易改札機のみ設置されている）。このほか、駅レンタカー業務も行っている。トイレは改札外では隣接する田辺観光センターに、改札内には一番乗り場に設置されている。
自動体外式除細動器 (AED) が1台設置されている。また、「こども110番の駅」にも指定されている。
当駅において、夜間滞泊を行う車両がある。
なお、きのくに線でICカード「ICOCA」が使用できるのは和歌山駅から当駅までの区間と「くろしお」の停車駅のみであったが、2021年（令和3年）3月13日より当駅 - 新宮駅間の全駅でもICカード「ICOCA」が利用可能となっている。

### のりば
| のりば | 路線       | 行先                       | 備考              |
| ------ | ---------- | -------------------------- | ----------------- |
| 1      | きのくに線 | 和歌山・天王寺・新大阪方面 | 特急含む          |
| 2      | きのくに線 | 白浜・串本・新宮方面       | 特急含む          |
| 3      | きのくに線 | 白浜・串本・新宮方面       | 当駅始発 待避列車 |
| 3      | きのくに線 | 御坊・和歌山方面           | 当駅始発 待避列車 |

- 上表の路線名は旅客案内上の名称（愛称）で表記している。
- 1番のりばが下り本線、2番のりばが上り本線、3番のりばが上下副本線である。
- 普通列車は入出庫の関係もあり、発着ホームは時間帯によって変わる（なお、到着後にホームで直接折り返す列車は3番のりばを使用）。特に和歌山方面への普通・快速列車の発着ホームは列車ごとに変動が大きい。

また、2006年に施行された高齢者、障害者等の移動等の円滑化の促進に関する法律（バリアフリー新法）への対応の一環として、新宮側に架設されていたそれまでの跨線橋を撤去したうえ、新たに御坊側に車椅子対応型エレベーター2基と跨線橋を約2億7000万円で設置（うち3分の1はJR西日本が負担）し、2009年3月29日から供用を開始した。なお、同日には完成記念式典が行われ、JR西日本和歌山支社長・仁坂吉伸和歌山県知事・二階俊博経済産業大臣・真砂充敏田辺市長らが出席し、設備の完成を祝った。

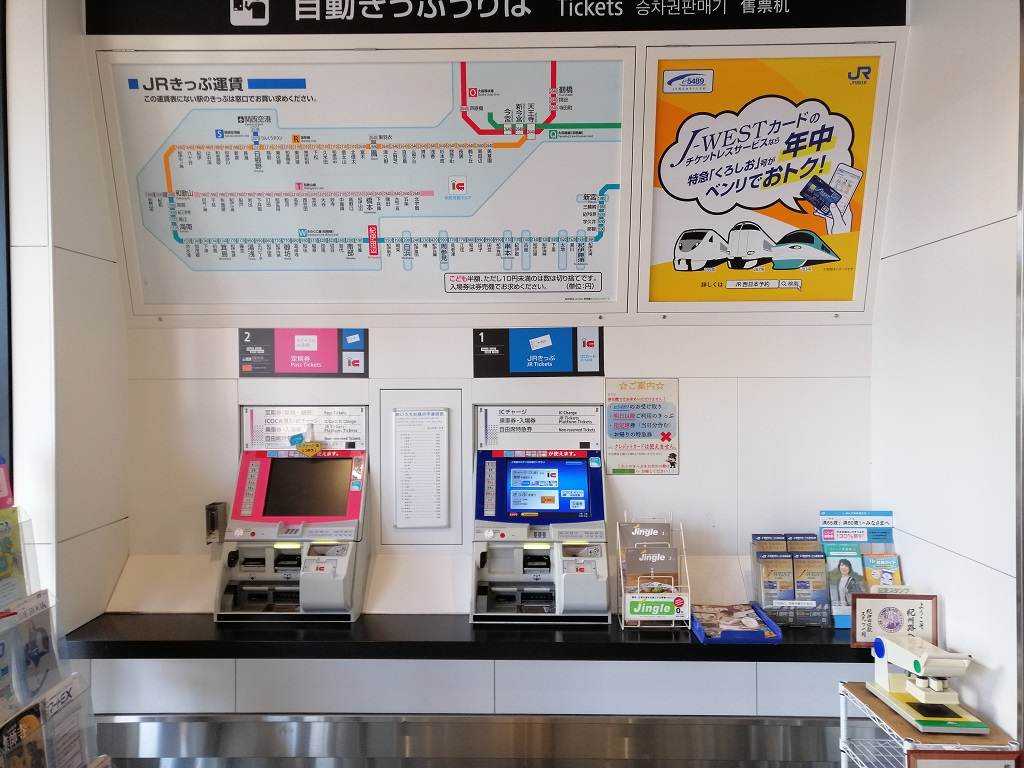
きっぷ売り場（2021年3月）
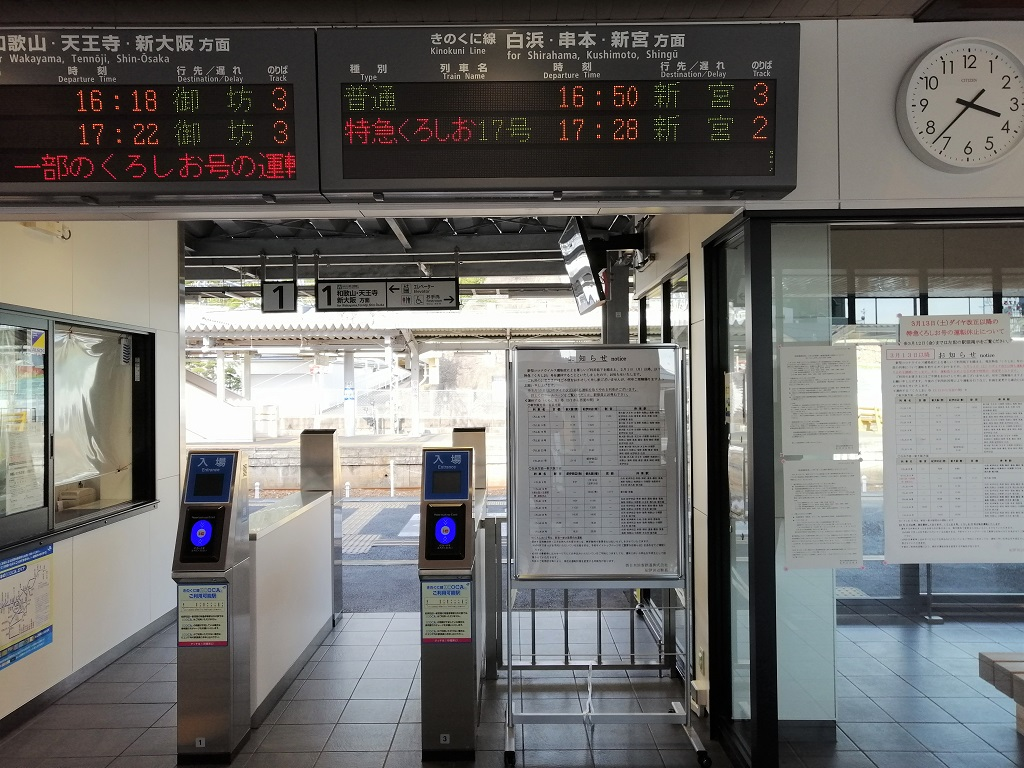
改札口（2021年3月）
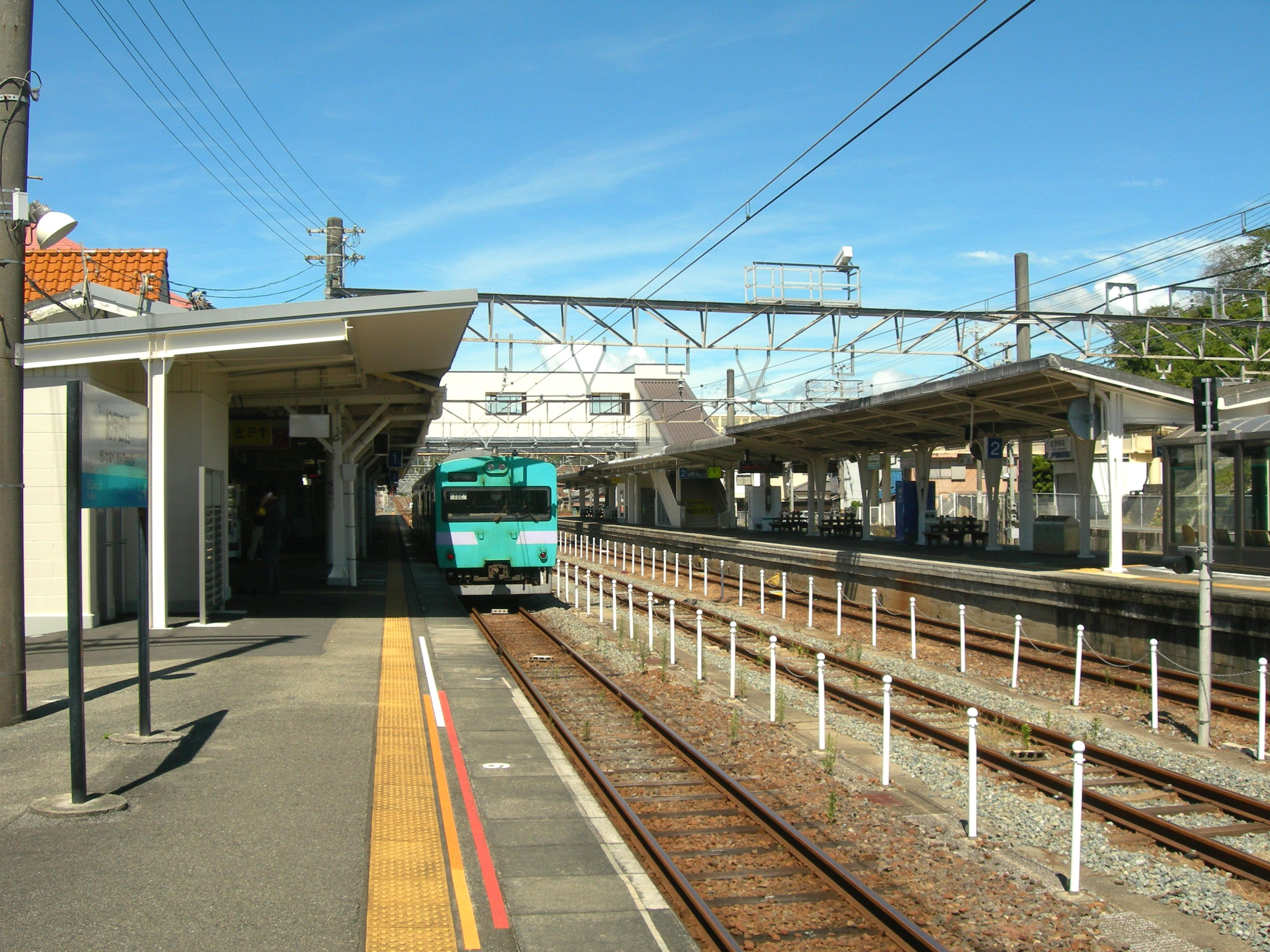
ホーム（2010年9月）
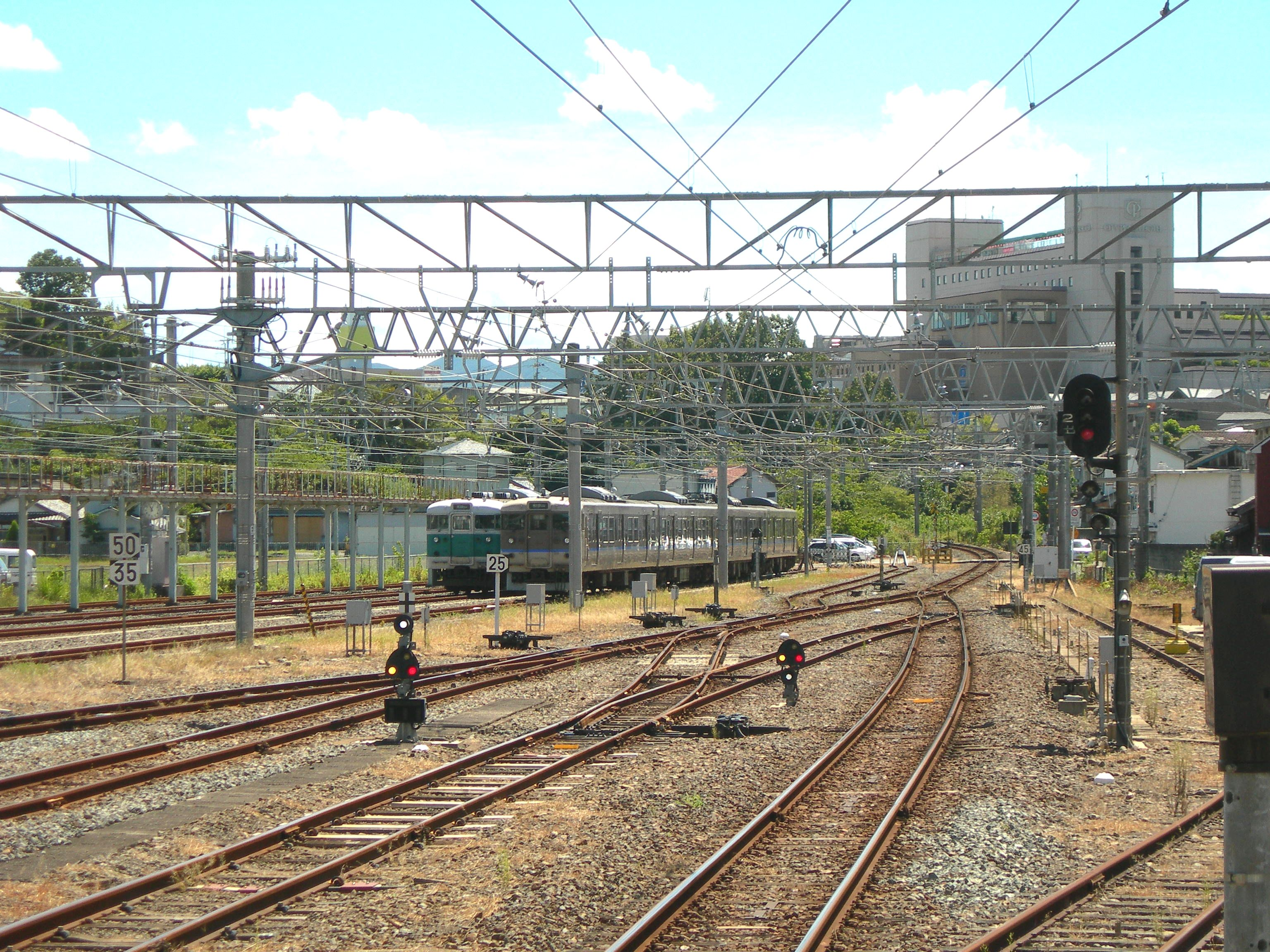
駅構内（新宮方面・2010年9月）

## 利用状況
近年の1日平均乗車人員は以下の通り。
| 年度               | 1日平均 乗車人員 |
| ------------------ | ---------------- |
| 1998年（平成10年） | 2,571            |
| 1999年（平成11年） | 2,481            |
| 2000年（平成12年） | 2,351            |
| 2001年（平成13年） | 2,272            |
| 2002年（平成14年） | 2,157            |
| 2003年（平成15年） | 2,109            |
| 2004年（平成16年） | 2,031            |
| 2005年（平成17年） | 2,000            |
| 2006年（平成18年） | 1,970            |
| 2007年（平成19年） | 1,956            |
| 2008年（平成20年） | 1,868            |
| 2009年（平成21年） | 1,733            |
| 2010年（平成22年） | 1,692            |
| 2011年（平成23年） | 1,578            |
| 2012年（平成24年） | 1,607            |
| 2013年（平成25年） | 1,639            |
| 2014年（平成26年） | 1,526            |
| 2015年（平成27年） | 1,517            |
| 2016年（平成28年） | 1,508            |
| 2017年（平成29年） | 1,471            |
| 2018年（平成30年） | 1,441            |
| 2019年（令和元年） | 1,364            |
| 2020年（令和02年） | 1,032            |
| 2021年（令和03年） | 1,039            |
| 2022年（令和04年） | 1,102            |
| 2023年（令和05年） | 1,151            |

## 駅周辺
駅前広場は、田辺市の「都市再生整備計画」に伴う改修が2012年に事業化された。中心市街地活性化の一環として行われるもので、一般駐車場の移設に伴いスペースを確保するとともに、公共交通機関の乗降場などが整備され、交通混雑の解消やバリアフリー対応がなされるほか、観光案内施設の建設も計画に含まれた。2012年6月の報道では、工事は2012年7月から年度末にかけて実施し、事業費は約4億1千万円とされた。
実際の工事は総工費約4億8千万円で2013年9月までかかり、同年9月28日に完成記念式典が行われ、駅舎に隣接して田辺市観光センターも同時にオープンした。
駅周辺の「味光路」は2017年の報道では、200軒以上の飲食店がひしめく和歌山県随一の飲食街として紹介されている。
- 田辺市観光センター
- 田辺消防署扇ヶ浜分署
- 田辺警察署田辺駅前交番
- 紀伊田辺駅前商店街
- 田辺市役所
- 田辺駅前郵便局
- 紀南文化会館
- 和歌山地方裁判所田辺支部
- 闘鶏神社
- 高山寺 - 南方熊楠墓所
- 南方熊楠顕彰館
- 潮垢離浜跡碑
- 出立王子跡
- 扇ヶ浜海水浴場
- 和歌山県立田辺高等学校・和歌山県立田辺中学校
- 和歌山県立田辺工業高等学校
- 和歌山県立神島高等学校
- 和歌山県立南紀高等学校
- 田辺市立東陽中学校
- 田辺市立高雄中学校
- 田辺市立田辺第一小学校
- 田辺市立田辺第二小学校
- 紀陽銀行田辺駅前支店
- JA紀南田辺支所
- 田辺中央病院
- イオンフードスタイル by ダイエー 田辺ショッピングセンター
- オークワ 田辺東山店
- マツゲン 田辺店
- きのくに信用金庫 田辺支店

## バス路線
- 明光バス - 「田辺駅」停留所
  - 栗栖川・本宮大社前・新宮駅方面（快速「熊野古道号」含む）[23]
  - 白浜駅前・白浜温泉（三段壁）方面[23]
  - 上芳養線：中芳養・上芳養・上小恒方面
  - 長野（西原）線：下三栖・西原・伏菟野方面
  - 白浜 - 大阪線：大阪駅・ユニバーサル・スタジオ・ジャパン方面（夜行高速バス、西日本ジェイアールバスと共同運行）
  - 白浜 - 横浜・東京・大宮線「ホワイトビーチシャトル」：横浜駅・バスタ新宿・池袋駅・大宮駅方面（夜行高速バス、西武観光バスと共同運行）

- 龍神自動車 - 「紀伊田辺」停留所
  - 熊野本宮線：熊野本宮大社・発心門王子方面
  - 市内環状線：外回り(右回り)・内回り(左回り)
  - 龍神線：西・龍神温泉・季楽里龍神方面
  - みなべ線：明洋前・芳養駅・南部駅方面
  - 聖地巡礼バス：護摩壇山・高野山方面（完全予約制・季節運行）

## 駅舎の改築
2013年9月、JR西日本和歌山支社が現駅舎を北西の隣接地に建て替える案を田辺市に提出していたことが報じられた。JR側は1932年建築の現駅舎を耐震化する場合の経費や、現駅舎の場所での改築する場合の仮駅舎費用などがかさむことをその理由とし、予想される南海地震時の津波避難施設としても活用できる4-5階建てのビルとする構想で、2016年の完成後は現駅舎は取り壊すとされた。これに対しては、現駅舎の位置を前提として市が進めている駅前広場整備事業への影響を懸念する反応 や、歴史的価値から現駅舎の保存活用を求める声が地元から上がり、田辺市中心市街地活性化協議会は11月17日に、新駅舎をJR案通りに建設することは承認する一方で現駅舎の保存活用を求める意見書を市に提出した。12月20日に開かれた中心市街地活性化協議会で、JR側は現駅舎を取り壊す場合に跡地の一部に駅舎を設置して現在と変わらない動線を維持すること、現駅舎を市に無償譲渡して市が保全活用することを提案した。この提案に対して市側は現駅舎の耐震補強に億単位の費用が必要なことに加え、その後の維持管理や利用者の安全管理まで市が責任を持つ点に市民の合意を得ることが困難であると述べた。
2014年6月4日、JR西日本和歌山支社は現在の駅舎のある位置に動線を維持する形で、利用客に熊野の歴史や自然の魅力を感じてもらえる空間をイメージした内装と約300人が津波から避難できる機能を持つ3階建の駅ビルに建て替えることを明らかにした。この時点では、2015年度初頭に工事に着手、2016年度末までに完成させるとしていた。市は現駅舎について「公費投入による耐震化と維持管理は不可」という主張を改めて示し、保存を求めていた田辺市中心市街地活性化協議会も「やむを得ない」と建替に同意した。
駅舎の改築は前記の発表では2015年度初頭の着手とされていたが、2015年10月には「2016年中」とされ、それに先立つ2015年10月から12月に開催された「紀の国トレイナート2015」ではイベントの一環として駅舎の外壁に壁画イラストが描かれた。その後改築着手はさらに遅れ、田辺市は2016年11月に、2017年1月から新駅舎の設計を開始し、同年6月に工事着手、2019年3月末に完成というスケジュールを明らかにした。駅舎については田辺市側から現駅舎の外観イメージの継承などを求める要望が出たため、市が追加工事分を負担する前提でJRと合意したという。2017年の報道では、市の負担は設計費も含めた総工費3億6000万円のうち約6000万円とされている。
2017年8月17日、JR西日本は駅舎の一部（正面向かって左側）の解体に着手した。同年8月の報道によると駅舎本体の解体は平成30年度（2018年 - 2019年）に実施し、2019年3月に新駅舎の完成を目指すとしていた。3階建ての駅事務室ビルが隣接地に完成したことを受け、2018年5月より駅舎の解体が本格的に開始された。新駅舎の屋根には、これまでの駅舎の特徴である大屋根や闘鶏神社の意匠を取り入れられた。
2019年1月に旧駅舎の解体が完全に終了した。その後、建築が進められていた新駅舎が同年7月までに完成し、同月23日よりコンコースや構内待合室の使用が開始された。なお、田辺観光協会や田辺商工会議所など8団体が寄贈した観光案内パネルやデジタルサイネージも構内に設置されている。
同年8月7日には新駅舎完成を祝う式典が開かれた。また同日に「セブン-イレブン ハートイン」の営業も開始された。

## その他
- 2022年3月31日まで、往復特急利用や当駅発着となる特別企画乗車券の利用で天王寺・新大阪・京都方面の往復の場合は、当駅の「JRパーキング」の利用が48時間以内に限り無料となる「パークアンドライド」を実施していた（当駅にて購入に限り他の駅や旅行会社での購入は除く）。なお、隣接する「田辺市営駐車場」は対象になっていない。
- 2010年3月12日までは、最終電車の到着時刻は、夜中の2時前（午前1時47分）となっており、夜行列車を除く定期列車では日本で一番遅く列車が到着する駅であった。これは、この列車がかつて運行されていた夜行列車（天王寺駅・南海難波駅 - 新宮駅間を運行した列車、寝台車を連結した『はやたま』、新大阪駅 - 新宮駅間を運行した列車など）の名残であったことによる。翌日に実施されたダイヤ改正により当該列車（新大阪発の紀勢本線直通快速）の運転区間が御坊行きに見直された。2016年11月19日現在[37] の最終電車は特急・普通の順に日付が変わる前に到着する。なお、2014年3月14日までは、日付を越えて当駅に終電が到着していた。
- 2005年に本宮町と旧・田辺市が合併した事から、熊野本宮大社へのアクセス駅である当駅コンコースに熊野本宮大社で制作された干支が描かれた絵馬が飾られている。毎年12月中旬に取り換えられる作業は、年末の恒例行事であり風物詩でもある。なお、紀伊田辺駅駅舎入口脇の檜看板（表札）は、熊野本宮大社神主の手によって書かれている。
- かつて特急「くろしお」の当駅到着時の車内チャイムは「牛若丸」であった。これは田辺市が武蔵坊弁慶生誕の地と伝えられているからである。

## 隣の駅
西日本旅客鉄道（JR西日本）
 きのくに線（紀勢本線）
- 特急「くろしお」停車駅

■快速（御坊駅まで各駅に停車）
紀伊田辺駅 - 芳養駅
■普通
紀伊新庄駅 - 紀伊田辺駅 - 芳養駅